# موتوراستورم
موتوراستورم (انگلیسی: MotorStorm) یک بازی ویدئویی در سبک رانندگی است که توسط اولوشن استودیوز توسعه یافته و به‌وسیلهٔ سونی کامپیوتر انترتینمنت در سال ۲۰۰۶ به‌طور انحصاری برای کنسول پلی‌استیشن ۳ منتشر شده‌است.